# Houwitser
Houwitser (nl. ‚Haubitze‘) ist eine niederländische Death-Metal-Band aus Amersfoort, die im Jahr 1997 gegründet wurde, sich 2007 trennte und 2009 wieder zusammenschloss.

## Geschichte
Die Band wurde im Jahr 1997 von Gitarrist Michel Alderliefsten (ex-Sinister) und Schlagzeuger Aad Kloosterwaard (Sinister) gegründet. Kurze Zeit später stießen Sänger Mike van Mastrigt (ex-Sinister) und Bassist Theo Van Eekelen (Hail of Bullets, Thanatos) zur Band. Das Debütalbum Death.. But Not Buried wurde im Frühling 1999 über Displeased Records veröffentlicht. Gegen Ende des Jahres trennte sich die Band von Sänger van Mastrigt.
Das zweite Album Embrace Damnation wurde mit Sänger Arjaan „Djortzzz“ Kampman aufgenommen, der 2001 durch Stan Blonk. Die Band unterschrieb einen Vertrag bei Osmose Productions und veröffentlichte ihr drittes Album Rage Inside the Womb im Jahr 2002. Der Veröffentlichung folgte eine Tour durch ganz Europa. Nachdem das Album Damage Assessment im Jahr 2003 veröffentlicht worden war, trennte sich die Band im Jahr 2004 vorerst. Displeased Records wiederveröffentlichte das Album Death... But Not Buried mit sieben Bonusliedern und neuer Covergestaltung.
Im Jahr 2007 schloss sich die Band wieder zusammen und unterschrieb 2009 einen Vertrag bei Sevared Records. Bei diesem Label veröffentlichte die Band das Album Bestial Atrocity.

## Stil
Die Band spielt traditionellen Death Metal, wobei dieser einen besonders aggressiven Klang hat.

## Sonstiges
Bassist Roman Ploeg gründete Ende 2012 die Band Bleeding Gods.

## Diskografie
- Promo (Demo, 1997, Eigenveröffentlichung)
- Death... But Not Buried (Album, 1998, Displeased Records)
- Houwitser / Grind 6,4 (Split mit Grind 6,4, 1998, Copremesis Records)
- Embrace Damnation (Album, 2000, Displeased Records)
- March to Die (EP, 2001, Displeased Records)
- Rage Inside the Womb (Album, 2002, Osmose Productions)
- Damage Assessment (Album, 2003, Osmose Productions)
- Sledgehammer Redemption (EP, 2009, Eigenveröffentlichung)
- Bestial Atrocity (Album, 2010, Sevared Records); indiziert und beschlagnahmt gemäß § 131 StGB mit Beschlagnahmebeschluss vom 13. März 2013, Az.: 36 Gs 428/13[4]